# Ségala (agriculture)
Pour les articles homonymes, voir Ségala (homonymie).
Un ségala est une terre dite « froide », à sol pauvre et acide, favorable à la culture du seigle, du blé noir (sarrasin). En France, on trouve ce type de terre notamment dans le sud-ouest du Massif central.

## Définition géologique
Ségala, pays chisteux, Dictionnaire patois-français du département de l'Aveyron, abbé Aimé Vayssier 1879

## Étymologie
Terme occitan (Heuzé, La France agricole, p. 16 dans Littré Suppl. 1877) « segala » : terrain à seigle, terre siliceuse, sablonneuse, de mauvaise qualité  (Mistral).
Occitan ancien : « segalaz »  champ de seigle  (XIIe siècle. Levy Prov.) et « segilar »: même sens (XIIIe siècle), de « segle », « seguel » et « seigle ».
Lo tèrro de segolá boulóunto pla lo segól (la terre que nous appelons ségala aime le seigle) dictionnaire patois-français du département de l'Aveyron, abbé Aimé Vayssier 1879